# Steinfeld, Bezirk Spittal an der Drau
Steinfeld là một thị xã ở huyện Spittal an der Drau bang Carinthia, Áo. Đô thị này có diện tích 81,38 km², dân số thời điểm 31 tháng 12 năm 2005 là 2291 người.